# Geodia regina
Espèce
Geodia auroristella est une espèce d'éponges de la famille des Geodiidae.

## Taxonomie
L'espèce est décrite par le zoologiste britannique Arthur Dendy en 1924,.

### Publication originale
- (en) Arthur Dendy, « Porifera. Part I. Non-Antarctic Sponges. Natural History Report. British Antarctic (Terra Nova) Expedition, 1910 », Zoology, vol. 6, no 3,‎ 1924, p. 269–392.

## Répartition
L'espèce Geodia regina est présente au nord et à l'est des côtes de la Nouvelle-Zélande dans l'océan Pacifique.